# Белижинцы
Белижинцы (укр. Білижинці) — село в Изяславском районе Хмельницкой области Украины.
Население по переписи 2001 года составляло 225 человек. Почтовый индекс — 30341. Телефонный код — 3852. Занимает площадь 0,891 км². Код КОАТУУ — 6822181902.

## Местный совет
30341, Хмельницкая обл., Изяславский р-н, с. Дворец, ул. Центральная, 2а